# Томас, Меамеа
Меаме́а То́мас (англ. Meamea Thomas; 11 сентября 1987 — 23 июня 2013) — тяжелоатлет, представлявший на международных стартах Кирибати. Победитель и призёр Тихоокеанских мини-игр. Знаменосец сборной Кирибати на первой в её истории Олимпиаде.

## Биография
Первым серьёзным турниром в карьере Томаса стали Тихоокеанские игры 2003 года, которые прошли на Фиджи. Там он выиграл толчок и двоеборье в весовой категории до 85 кг.
В начале 2004 года Меамеа стал чемпионом Океании и отобрался на Олимпиаду, которая стала для Кирибати первой в истории. При этом Томас был знаменосцем своей сборной. На соревнованиях в весовой категории до 85 кг Томас занимал после рывка 17-е место, а в сумме двоеборья стал 13-м благодаря большому количеству спортсменов, получивших нулевую оценку. С результатом 292,5 он обошёл восьмерых (в том числе одного из спортсменов, у которого были удачные попытки как в рывке, так и в толчке).
После Олимпиады Томас прерывал карьеру, но в 2008 году возобновил её, уже в весовой категории до 105 кг. На Тихоокеанских играх 2011 года в Нумеа он завоевал серебро в этой весовой категории.
Меамеа Томас трагически погиб в июне 2013 года. Он заметил машину, превысившую скорость и летящую на велосипедиста. Томас его оттолкнул, спас жизнь велосипедисту, но получил в ДТП травмы, несовместимые с жизнью, и погиб на месте. Позднее выяснилось, что водитель машины находился в состоянии алкогольного опьянения.